# Erica jasminiflora
Erica jasminiflora är en ljungväxtart som beskrevs av Richard Anthony Salisbury. Erica jasminiflora ingår i släktet klockljungssläktet, och familjen ljungväxter. Inga underarter finns listade i Catalogue of Life.